# Withania aristata
Withania aristata és una planta amb flor del gènere Withania dins de la família de les Solanàcies (la família dels tomàquets). És autòctona de les Illes Canàries i del nord d'Àfrica i se´l coneix com a Orobal del país. Es tracta d'una de les plantes endèmiques de les Canàries amb més possibles aplicacions medicinals descrites. S'aprofita tota la planta menys l'arrel, segons Viera y Clavijo, dins la seva obra Historia Natural de las Islas Canarias, referint-se al fruit o baies de l'orobal, deia: “Tomadas tres o cuatro en cocimientos, son buen remedio en la hidropesía y retención de orina. Hállase también un vino medicinal poniendo a fermentar cuatro partes de mosto con una, de bayas de orobal. Nuestros pájaros capirotes las comen con el mayor placer”.

## Característiques morfològiques
És un arbust de fins a 2 metres d'alçada. La tija és subglabra. L'escorça és rugosa de color verd a marró o gris clar. Les fulles són senceres, de fins a 14 cm, ovades (el contorn en forma d'ou), sovint cuneïformes (en forma de tascó) a la base. Les flors es presenten en raïm axil·lars, són de color verd groguenc, el calze es va eixamplant per a incloure el fruit madur, és campanulat, penta-dentat, amb 5 dents acabats en aresta i es va dilatant al fructificar per a englobar la baia. La corol·la és de color verd-groguenc.

## Hàbitat
És present a totes les illes, menys a Lanzarote i Fuerteventura; freqüent en els llits dels barrancs secs de la zona baixa (0-600m d'altitud) i boscos termòfils (que els afavoreix les altes temperatures).

## Etimologia i taxonomia
- aristata: epítet llatí que significa "arestat", fent referència a la presència d'arestes en el calze.